# 니시아치촌
니시아치촌(西阿知村)은 오카야마현 아사쿠치군에 있던 촌이다. 현재의 구라시키시에 해당한다.

## 역사
- 1889년 6월 1일 - 정촌제 시행에 의해 아사쿠치군 니시아치촌이 성립하였다.
- 1902년 9월 30일 - 고우치촌과 합병해 새로운 니시아치촌이 신설하여 폐지되었다.

## 참고문헌
- 角川日本地名大辞典 33 岡山県
- 『市町村名変遷辞典』東京堂出版、1990年。